# Самсонов, Александр Парфеньевич
Александр Парфеньевич Самсонов (11 мая 1935 — 27 мая 2024) — советский и российский оперный певец, солист оперы Государственного театра оперы и балета Республики Саха (Якутия) (1969—2000). Народный артист Якутской АССР (1985). Заслуженный артист Российской Федерации (1996).

## Биография
Родился 11 мая 1935 года в селе Хаптагай Мегино-Кангаласского района Якутской АССР в семье известных в Якутии учителей Самсоновых — Парфения Никитича (Заслуженный учитель школы РСФСР) и Надежды Евменьевны (Заслуженный учитель школы Якутской АССР). Его братья: учёный Владимир (1922—1989) и Николай.
Учился в Хатасской средней школе, затем в 1952 году окончил среднюю школу № 2 города Якутска. В 1957 году окончил Якутский государственный университет (ныне Северо-Восточный федеральный университет имени М. К. Аммосова) по специальности «филология». В 1958—1960 годах служил в рядах Советской армии — пел в армейском ансамбле песни и пляски.
После демобилизации из армии учился в Якутском педагогическом училище на музыкальном отделении, в 1964 году перешёл в Якутское музыкальное училище. Продолжив своё музыкальное образование, Александр Самсонов окончил в 1969 году вокальное отделение Московской государственной консерватории (учился у Д. А. Гамрекели). С 1969 по 2000 год работал в Якутском государственном театре оперы и балета. За 30 лет службы в театре им были исполнены многие ведущие партии в операх «Паяцы», «Мадам Баттерфляй», «Борис Годунов», «Пиковая дама» и других. Также А. П. Самсонов был режиссёром и исполнителем более двадцати сольных концертных программ, как в театре, так и на телевидении и радио.
С уходом на пенсию певец не прекратил свою творческую деятельность и выпустил несколько компакт-дисков, в числе которых «Песни разных лет», «Пою Якутию мою», «Следопыты земли», «Песня пусть не кончается», «Песни над Леной», «Журавли», «Якутия — земля олонхо», куда вошло более 200 его песен.
Скончался 27 мая 2024 года в Якутии на 90-м году жизни. Похоронен 30 мая на кладбище микрорайона Птицефабрика Якутска.

## Заслуги
- Заслуженный артист Российской Федерации (1996).
- Почётный гражданин Республики Саха (Якутия) (22 апреля 2015) — за выдающийся вклад в развитие музыкального искусства, духовное и патриотическое воспитание подрастающего поколения, многолетнюю плодотворную концертную и общественно-политическую деятельность, получившие широкое признание общественности и профессионального сообщества, пропаганду проекта «Память бессмертна», посвященного Великой Отечественной войне 1941-1945 гг.
- Народный артист Якутской АССР (1985).
- Заслуженный артист Якутской АССР (1977).
- Награждён медалями, среди них: «За доблестный труд в Великой Отечественной войне 1941—1945 гг.».
- Лауреат премии комсомола Якутии (1974).
- Удостоен Почётных грамот Президиума Верховного Совета Якутской АССР, ЦК ВЛКСМ, Правительства РФ.
- Почётный гражданин города Якутска (2000).